# أعزب مع بنات
أعزب مع بنات (بالإسبانية: Soltero con hijas)‏ هي مسلسل تلفزيوني مكسيكي تم بثه على قناة قناة النجوم منذ عام 2019.

## روابط خارجية
- أعزب مع بنات على موقع IMDb (الإنجليزية)
- أعزب مع بنات على موقع كينوبويسك (الروسية)
- أعزب مع بنات على موقع قاعدة بيانات الفيلم (الإنجليزية)